# Aleksander Tšutšelov
Aleksander Tšutšelov (ros. Aleksandr Dmitrjewicz Czuczełow; ur. 26 kwietnia 1933 w Tallinnie, zm. 1 stycznia 2017 tamże) – estoński żeglarz sportowy. W barwach ZSRR srebrny medalista olimpijski z Rzymu.
Zawody w 1960 były jego pierwszymi igrzyskami olimpijskimi. Zajął drugie miejsce w klasie Finn, w 1964 był dwunasty. Zdobył trzy złote medale mistrzostw ZSRR – w 1964 w Finnie, w latach 1974-1975 w klasie Soling. Żeglarzami byli również jego ojciec Dmitri i wuj Nikolai.